# Черносвитовы
Черносвитовы — старинный служилый дворянский (боярские дети) российский род. Участвовал в нескольких вооружённых конфликтах, подавлении Пугачёвского бунта. Исконно имел земли в Тульской губернии.

## Происхождение рода
Первый, на данный момент, документально подтверждённый Черносвитов — Михаил Петрович, дворянин из боярских детей, участник защиты крепости Дедиславля от крымских татар.
Из боярских детей, состоял в передовом полке князя А. И. Голицына и М. С. Туренина. В 1588 году полк разместился в старинном городе Дедиславле.

Согласно Дедиславским спискам от 1588 года, состоял в составе осадных людей крепости Дедиславля и имел своё дворовое место внутри крепости. Но, как говорится в документе, так никакого дома в крепости и не построил. По документам из Тульского областного архива, купил земли в районе деревни Алексинцева (Соловской уезд, Карницкий стан), в зоне находящейся под защитой крепости от набегов. Имел трёх сыновей Василия, Федора и Саввелия (Рожд. 1627 год.), проживал далее в д. Татаринкова (Соловской уезд, Карницкий стан).
Ядро семьи Черносвитовых происходят из деревни Татаринки, село Карники, ныне Тульской области.
Породнились с семьями Пушкиных, Волконских, Зейфарт.

## Описание герба
Щит разделён перпендикулярно на две части, в правой в чёрном поле между тремя серебряными звёздами находится золотое стропило, с означенными на нём тремя горящими гранадами. В левой части в красном поле посредине щита горизонтально изображена золотая городская стена с пятью зубцами и три серебряные штыка, остриём вниз означенные, один у подошвы щита и два вверху.
Щит увенчан дворянским шлемом, на котором наложена Лейб-Компании Гренадерская шапка со страусовыми перьями красного и белого цвета, и по сторонам этой шапки видны два чёрные орлиные крыла с тремя на каждом серебряными звёздами. Намёт на щите красного и чёрного цвета, подложен серебром и золотом. Герб рода Черносвитовых внесён в Часть 8 Общего гербовника дворянских родов Всероссийской империи, стр. 70.

## Три ветви рода Черносвитовых

### Тульская ветвь (ТВ)
Известный родоначальник — Черносвитов Михаил Петрович, дворянин, отмечен в 1588 году. Служил в осадных людях города-крепости Дедиславля. Позднее владел землей в Соловском уезде, Карницкого стана, деревни Алексинцева. (Смотрите «Происхождение рода»)

### Ярославская ветвь (ЯВ)
Происходит из Тульской.
Родоначальник — Черносвитов Григорий Фадеевич, праправнук Черносвитова Михаила Петровича, Поручик Лейб-Гвардии Преображенского полка, пожалован 25.11.1751 года землями в Ярославской губернии и дворянством (повторно). Рожден в д. Алексинцева в 1709 году.
Его сын — Черносвитов Феофилакт (Филат) Григорьевич (род. 1739 г.), премьер-майор артиллерии, упоминается Пушкиным А. С. в «Записках о бунте». Участник осады Татищевой крепости под Оренбургом.

### Сибирская ветвь (СВ)
Самая молодая ветвь, происходит из Ярославской. Сейчас выяснилось, что третьей ветви не существует. Сын Рафаила Александровича вел кочевой образ жизни. Его дети интегрировались в ярославскую ветвь.
Родоначальник — Черносвитов Рафаил Александрович (1810—1868), изобретатель и золотопромышленник. Попал в ссылку в Кексгольмскую крепость, по делу «Петрашевцев», освобождён в декабре 1854 года. В 1857-58 гг. переехал жить в Сибирь, где до этого провёл практически полжизни.
Рафаил Александрович упоминается у Достоевского, как одноногий купец из Сибири, поскольку они были близко знакомы и, впоследствии, проходили по делу «петрашевцев» вместе.
Изобрёл управляемый аэростат (дирижабль), протез ноги, лично проверенный на практике (был одноног после ранения в войне с поляками) и упоминаемый даже в учебнике травматологии конца двадцатого века, уникальный паровой двигатель и многое другое. В 1857 году опубликовал в «Морском сборнике» статью «О воздушных локомотивах». Его труды использовал Александр Федорович Можайский:

«Вот ещё один пример действия летательного аппарата тяжелее воздуха», — думал Можайский и, отложив в сторону описания устройств различных аэростатов, углублялся в малоизвестные исследования инженера Черносвитова.
Этот человек, мечтавший отыскать с помощью аэростатов одну пропавшую экспедицию, произвёл много серьёзных опытов. С наибольшим интересом Можайский изучал как раз результаты тех исследований, которые Черносвитов вёл с крыльями и парусами, заставляя «площади» в сто и более квадратных футов пробегать пространство со скоростью в пятьдесят и более футов в секунду. Инженер Черносвитов, который приступил к своим трудам ещё в 1850 году, сообщал, что эти «площади» приводились в движение с помощью вращавшихся воздушных винтов. Быстро двигаясь под углом к горизонту, «площади» стремились подняться вверх. Интересно было и то, что лопасти винтов имели в сечении вид наклонной плоскости.

## Известные Черносвитовы
- Черносвитов Григорий Фадеевич (род. 1709) (ТВ) — поручик Лейб-Гвардии Преображенского полка, участник переворота, приведшего к власти императрицу Елизавету Петровну.
- Черносвитов Феофилакт (Филат) Григорьевич (род. 1739) (ЯВ) — сын Черносвитова Григория Фадеевича, премьер-майор, участник взятия Татищевой крепости во время «Пугачевского бунта».
- Черносвитов Рафаил Александрович (1810—1868) (ЯВ-СВ) — внук Черносвитова Филата Григорьевича[16], поручик в отставке, купец, золотопромышленник, изобретатель дирижабля, протеза ноги. Ссыльный по делу «петрашевцев» в Кексгольмской крепости. Основоположник сибирской ветви (СВ) рода Черносвитовых. Автор Айгунского трактата.

- Черносвитов Кирилл Кириллович (06.02.1866—23.09.1919 расстрелян) (ЯВ) — депутат 4-х Государственных дум, активный участник сопротивления большевикам.
- Черносвитов Александр Михайлович (08.02.1857—24.07.1919 расстрелян) (ЯВ) — депутат 4-й Государственной думы, масон, Предводитель дворянства в Пошехонском уезде.
- Черносвитов Николай Петрович (19.11.1848—08.05.1908) (ТВ) — известный тульский юрист, считался одним из лучших адвокатов Тулы[17], правитель канцелярии Тульского губернатора, Коллежский секретарь Уездного Земского Собрания, депутат дворянства Веневского уезда, владелец сахарного завода и имения «Щучье» под г. Веневым. Жена — Пушкина Александра Ивановна. Отец Софьи Смидович, известной революционерки[18][19][20]. Его дети :
- Черносвитов Николай Николаевич (1870-1937)-  ученый-электротехник. Жена — Ольга Николаевна Чеботаревская ( 1872, Курск - февраль 1942,Ленинград). Дочь — Лидия Николаевна Щуко (1910-1985), жена архитектора Г. В. Щуко.
- Черносвитова-Луначарская-Смидович Софья Николаевна[21] (08.03.1872—26.11.1934) (ТВ) — революционерка, большевичка, бывшая жена Луначарского Платона Васильевича, известного киевского врача, родного брата Луначарского А. В., жена Смидовича Петра Гермогеновича — председателя Президиума Московского Совета рабочих и красноармейских депутатов (март — октябрь 1918).